# 光學介質
光學介質指的是电磁波可在其中傳遞的材料，電容率{\displaystyle \varepsilon }與磁導率{\displaystyle \mu }是材料的特性指標。光在各個不同材料的傳遞特性，如內部阻抗、速率等，通常都可用電容率與磁導率表示。
材料的內部阻抗可用下式表示：
{\displaystyle \eta ={E_{x} \over H_{y}}}
其中{\displaystyle E_{x}}與{\displaystyle H_{y}}分別是電場與磁場。
在絕緣體中，可以簡化如下：
{\displaystyle \eta ={\sqrt {\mu  \over \varepsilon }}\ .}
舉例來說，真空的內部阻抗被稱為自由空間阻抗，以Z0表示：
{\displaystyle Z_{0}={\sqrt {\mu _{0} \over \varepsilon _{0}}}\ .}
波在介質中傳遞的速率可表示為{\displaystyle c_{w}=\nu \lambda }，其中{\displaystyle \nu }是電磁波的頻率，{\displaystyle \lambda }是波長。這個式子也可改寫成：
{\displaystyle c_{w}={\omega  \over k}\ ,}
其中{\displaystyle \omega }是角頻率，{\displaystyle k}是波數（在電機工程學中常以相常數{\displaystyle \beta }代表）。
真空中的電磁波傳遞速率是一個標準值，習慣寫作c0:
{\displaystyle c_{0}={1 \over {\sqrt {\varepsilon _{0}\mu _{0}}}}\ ,}
其中{\displaystyle \varepsilon _{0}}是真空的電容率而{\displaystyle ~\mu _{0}\ }是磁導率。

## 參閱
Serway For a discussion of man-made media, see Joannopoulus.